# Teatro Florencio Sánchez (Paysandú)
El Teatro Florencio Sánchez es un cine y teatro uruguayo, ubicado en la ciudad de Paysandú, declarado monumento histórico nacional.

## Historia

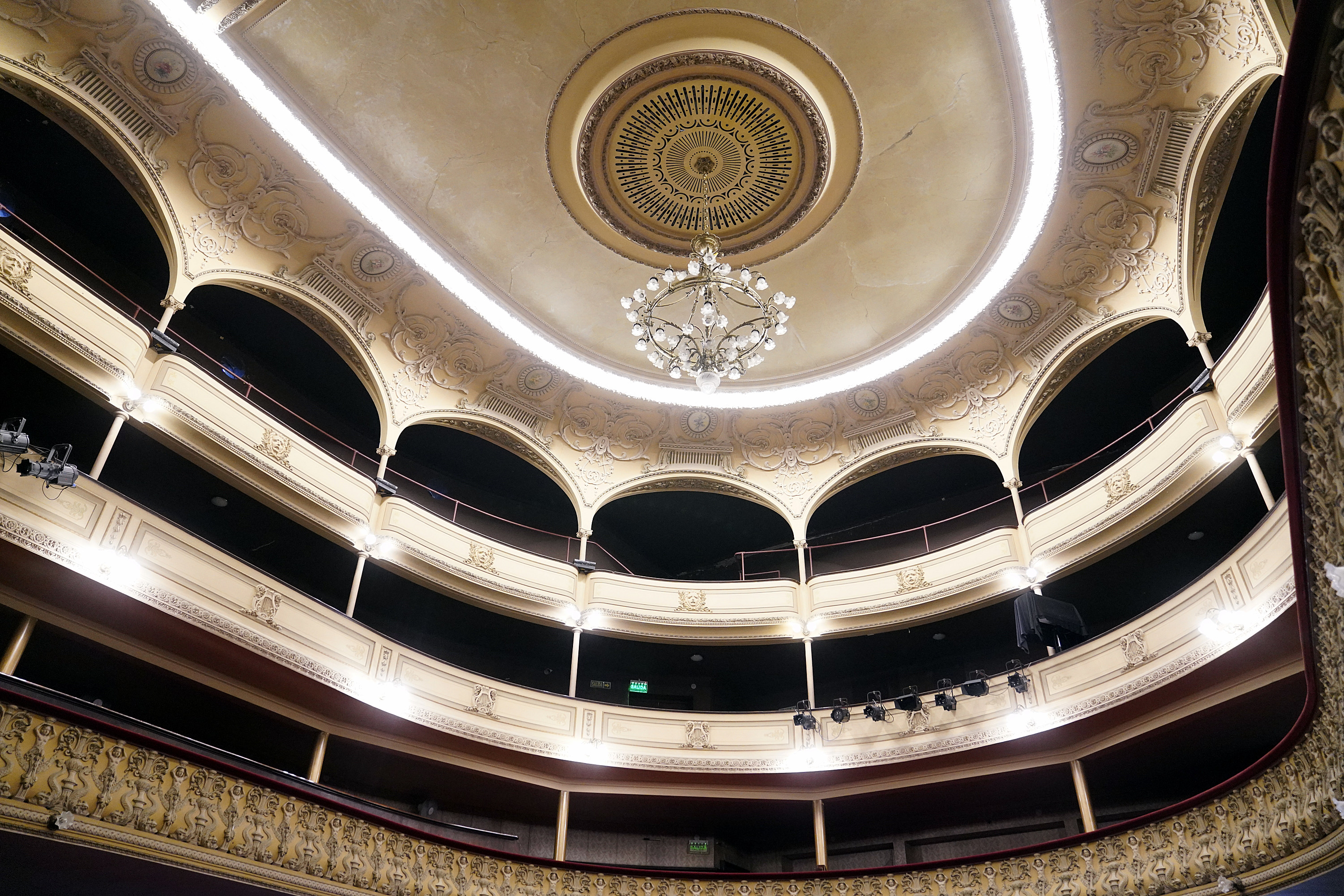
Interior del Teatro Florencio Sánchez

Teatro Progreso

En 1860 se conforma la Sociedad del Teatro con el fin de construir un espacio para la reunión artística, cultural y también social de la ciudad. Dicha sociedad encomendaría el diseño y construcción a los arquitectos  Francisco Poncini y Bernardo Poncini.
En 1876 el entonces Teatro Progreso es inaugurado y se abre el telón por primera vez, con el estreno de la obra teatral «Morte Civile». El 12 de octubre de 1915, se interpretó por primera vez la partitura completa del Himno Nacional Uruguayo.
En 1915 el teatro sería sometido a obras de remodelación en las que se modificaría totalmente su fachada, remplazando la  original por una de estilo art déco. En sus interiores se llevarían adelante otras reformas, así como también la instalación de energía eléctrica. Estas obras culminarían en 1917 y estarían a cargo de los arquitectos Jacobo Vázquez Varela y Daniel Rocco.
En 1921 recibe su actual denominación en homenaje al eximio dramaturgo uruguayo Florencio Sánchez.
En los tiempos posteriores se llevarían otras series de modificaciones en su estructura, primeramente para convertirlo también en una sala cinematográfica y segundo para adaptaciones a las demandas de las épocas.
En 1975 recibe la declaración de Monumento Histórico Nacional. Y en 1980 adquirido por la Intendencia de Paysandú.
Han actuado en el mismo la compañía de ópera italiana de Lea Candini y Salvatore Sidivo; actores como Antonio, Jerónimo y Blanca Podestá, Ernesto Herrera, Enrique Muiño, Pedro Codiña, Luis Sandrini, Alberto Candeau, Atahualpa del Cioppo, y grandes nombres de la música como Carlos Gardel, Sacha Goudina, Luisa Terazzini, Oxilia, Gerardo Grasso, Novelli, Mimí Aguglia, Ariel Ramírez, entre otros.

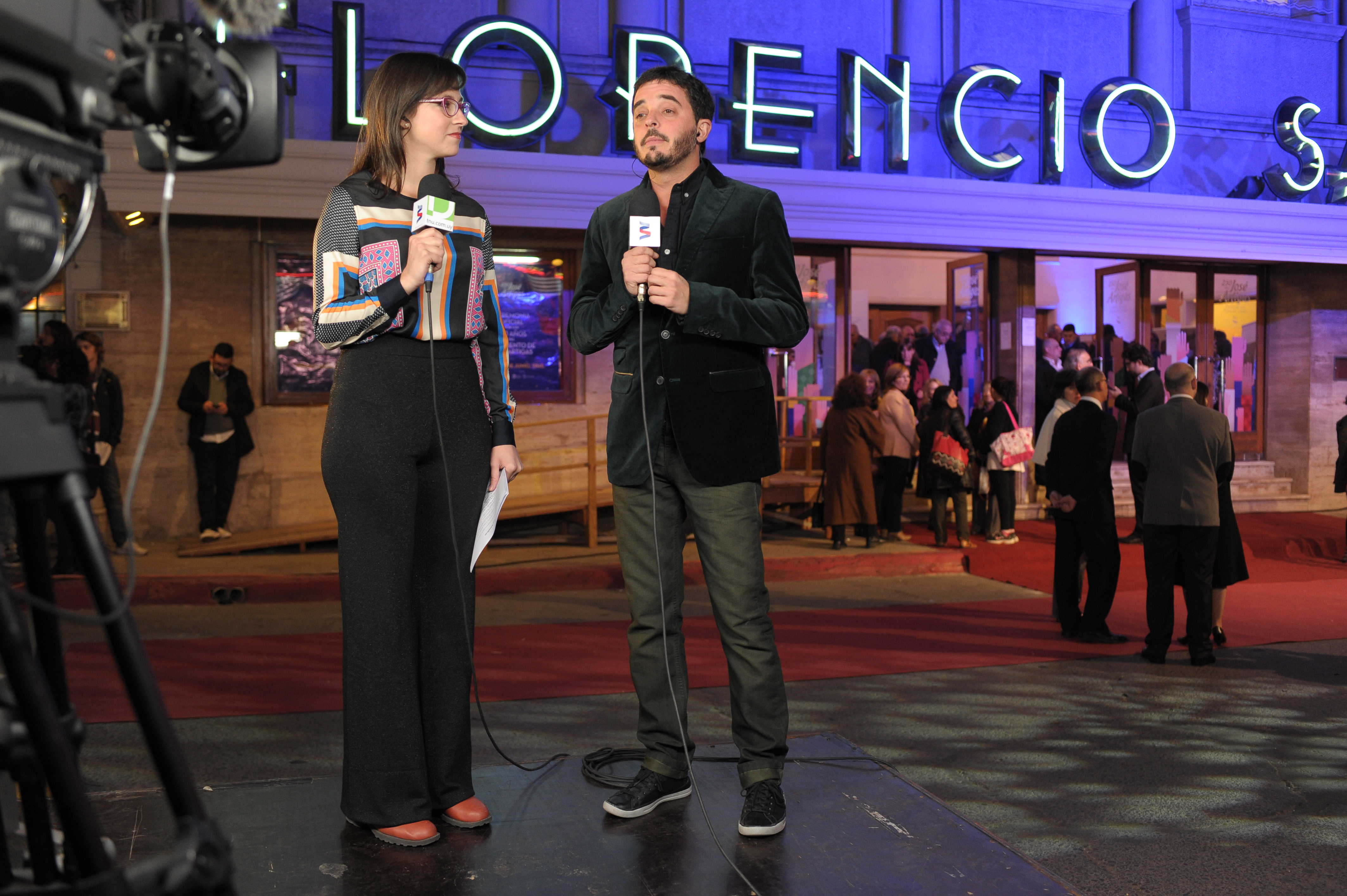
Transmisión de TNU en el Teatro Florencio Sánchez

En 2011 se formó la Comisión de Amigos del Teatro; la integran varias personalidades sanduceras, entre otros, el exintendente Walter Belvisi. A inicios de 2012 se preparan nuevas obras de recuperación.
Con motivo de la celebración del bicentenario, se realizó la ceremonia oficial por los 250 años de José Artigas, transmitido a todo el país por la señal de TNU. 